# 梅田ダイビル
梅田ダイビル（うめだダイビル）は、大阪府大阪市北区梅田のオオサカガーデンシティにある超高層ビル。

## 概要
ダイビルが所有するオフィスビルで、国鉄南コンテナヤードの跡地の西梅田再開発地に建設され、オオサカガーデンシティを構成する。
低層部の吹きぬけ構造が特徴で、2001年に第12回大阪施設緑化賞（みどりの景観賞）特別賞を隣接する安田生命大阪ビル（現 明治安田生命大阪梅田ビル）とともに受賞、同年の松井源吾賞、2003年の第23回大阪都市景観建築賞（大阪まちなみ賞）奨励賞を単独で受賞した。
KBセーレンの本社やJXTGエネルギー大阪第1支店・大阪第2支店などがテナントとして入居している。

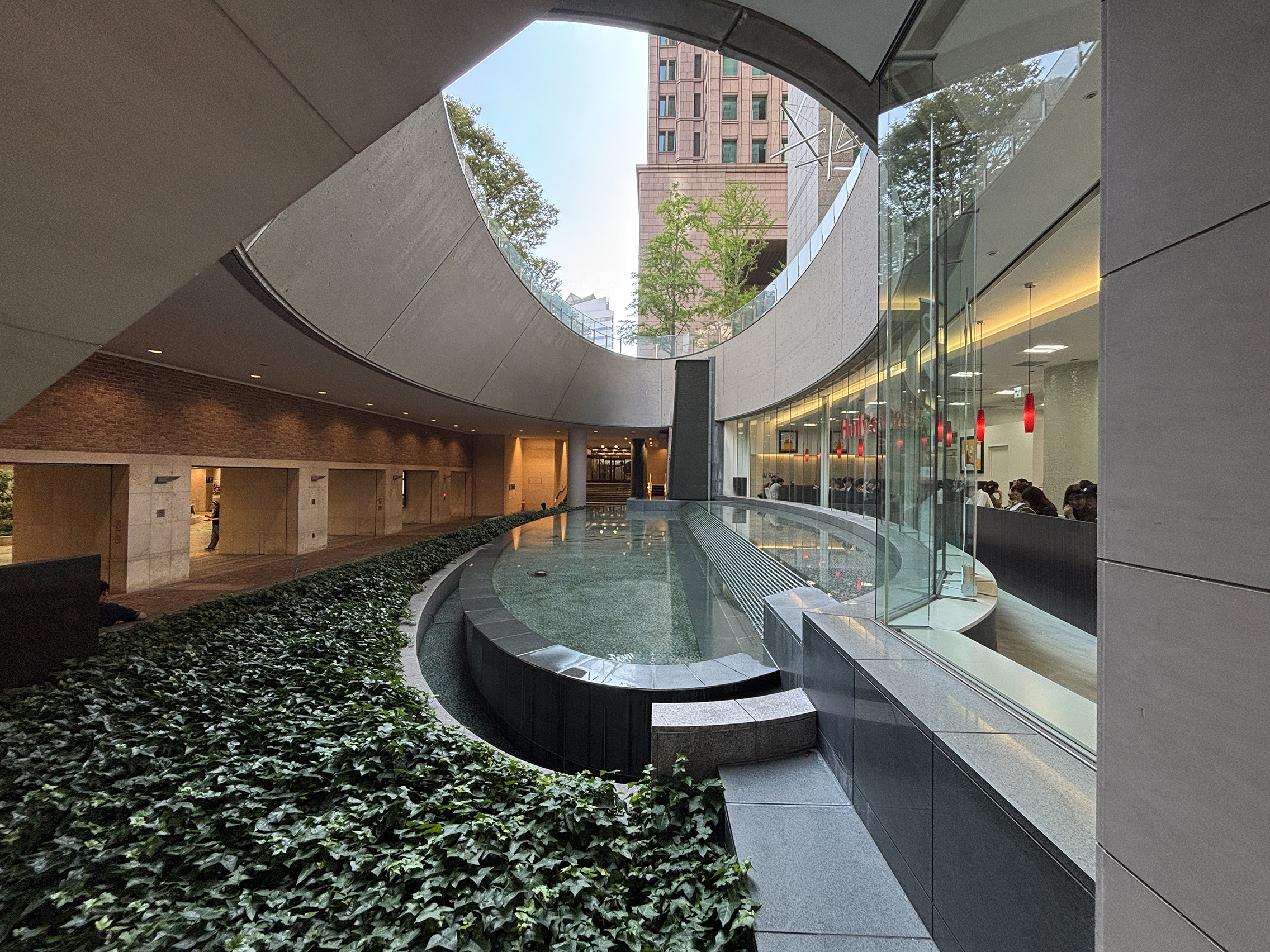
いずみ
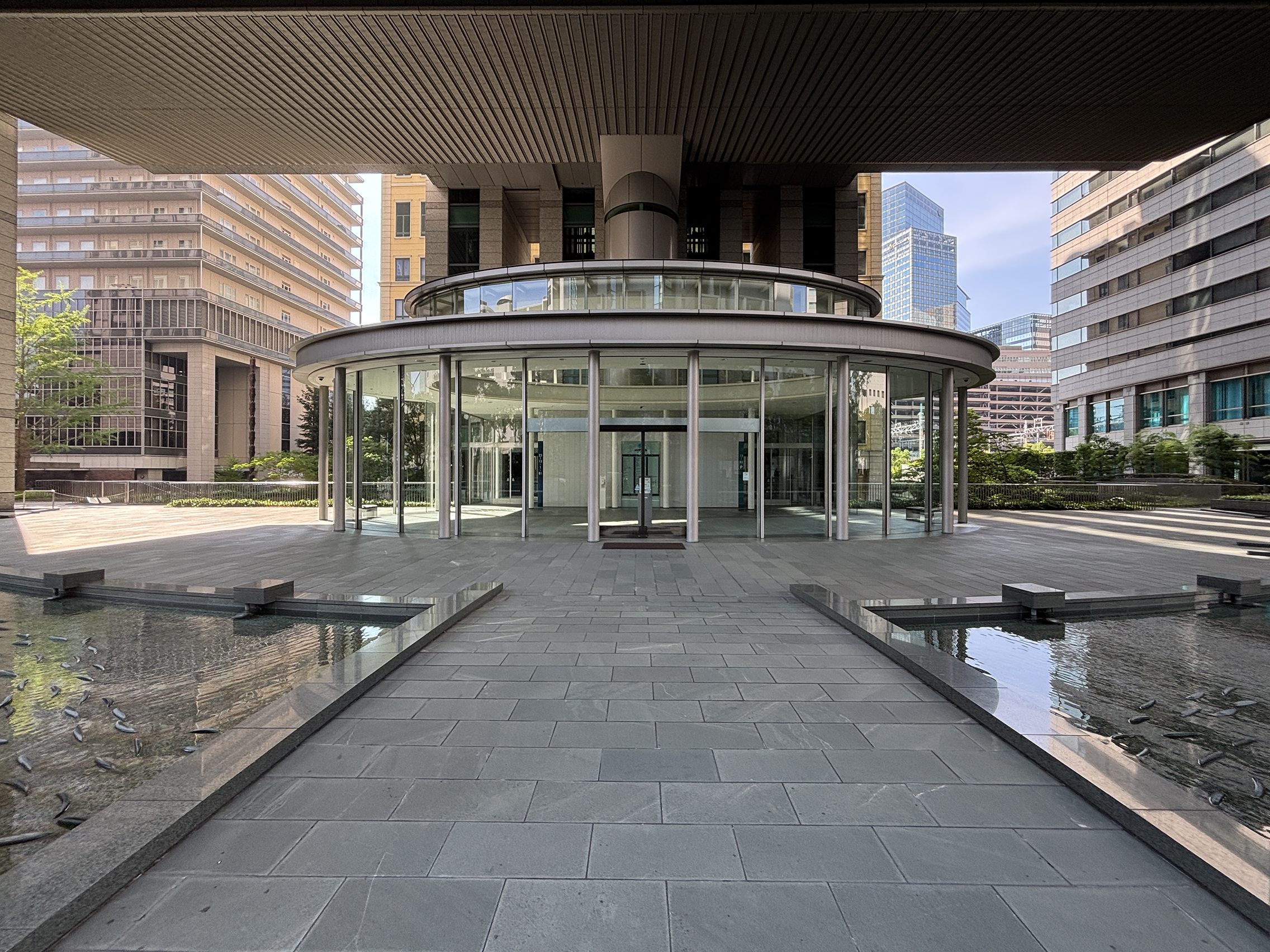
出入り口
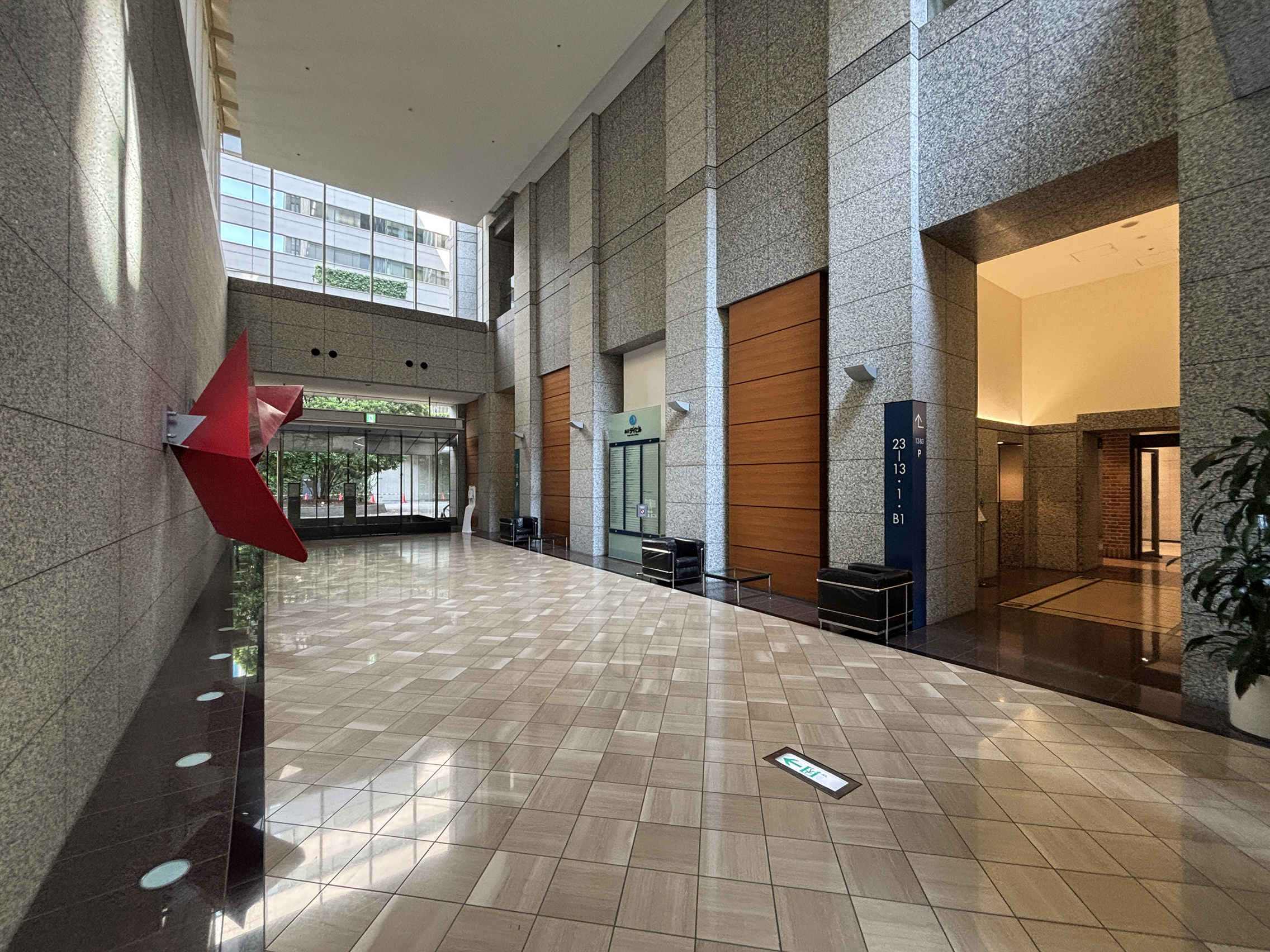
オフィスロビー

## 周辺情報
- 梅田
- オオサカガーデンシティ
  - 大和ハウス大阪ビル（東隣の高層ビル）
  - 明治安田生命大阪梅田ビル（西隣の高層ビル）
  - ハービスOSAKA（道路を挟んだ南側の高層ビル）
  - ホテルモントレ大阪（北隣の建物）

### 鉄道
- JR 大阪駅 約400m、徒歩5分
- JR 福島駅 約500m、徒歩6分
- Osaka Metro四つ橋線 西梅田駅 約400m、徒歩5分
- 阪神本線 大阪梅田駅 約400m、徒歩5分

### バス
- エアポートリムジンバス 梅田ハービスENTバスターミナル 約200m、徒歩3分
- JRバス 大阪駅桜橋口バスターミナル 約500m、徒歩6分